# سیارک ۱۰۶۳۷
سیارک ۱۰۶۳۷ (به انگلیسی: 10637 Heimlich، نامگذاری:1998QP104) ده هزار و ششصد و سی و هفتمین سیارک کشف شده‌است که در ۲۶ اوت ۱۹۹۸ کشف شد.
قدر مطلق سیارک برابر ۱۲٫۶۰ است.